# 謝爾登港鎮區 (密歇根州)
謝爾登港鎮區（英語：Port Sheldon Township）是位於美國密歇根州渥太華縣的一個行政鎮區。

## 地方資料
謝爾登港鎮區的面積為58.70平方千米，當中陸地面積為57.80平方千米，而水域面積為0.90平方千米。根據2020年美國人口普查的數據，當地共有人口5206人，而人口密度為每平方千米88.69人。